# Karipúna
 (décembre 2011).
Si vous disposez d'ouvrages ou d'articles de référence ou si vous connaissez des sites web de qualité traitant du thème abordé ici, merci de compléter l'article en donnant les références utiles à sa vérifiabilité et en les liant à la section « Notes et références ».
Le karipúna (également écrit karipuna ou karipouna) est une langue créole à base lexicale française parlée dans l’État brésilien de l’Amapá par environ 500 personnes
Ce créole est aussi considéré comme une variante du créole guyanais.

## Présentation
Ce créole est aussi connu sur place sous le nom de louço-francés ou luso-francés (lusophone/français) ou lanc patua au niveau local. C'est un créole dont l'importance est de plus en plus grande entre la Guyane française, l'Amapá (Brésil).[réf. nécessaire]
Il n'est à vrai dire pas encore considéré comme un créole, mais plutôt comme un dialecte, ou patois, car il connait d'importantes variantes de l'ouest à l'est du territoire, et de ce fait le nombre de locuteurs est incertain. Pour des raisons liées au travail, de nombreux jeunes qui parlent ce créole sont dispersés dans d'autres régions du Brésil, ou en Guyane française, ce qui rend d'autant plus difficiles les estimations. Il est même présent en des zones ou est parlé le sranan tongo, un créole anglais présent au Suriname et en Guyane française. 
Lors d'opérations anti-orpaillage, la Gendarmerie française constate que les Garimperos (orpailleurs illégaux brésiliens) interpellés comprennent souvent le français, et que souvent, ils communiquent avec une sorte de dialecte, avec un mélange de mots portugais, français et souvent anglais, le long de la frontière avec le Suriname. 
Les locuteurs du karipuna, quand ils parlent entre eux, ne désignent pas ce patois du nom de karipuna, utilisé surtout par les Brésiliens et les Français, mais par celui de « lanc'patua louço-francés ». Généralement, les locuteurs du karipuna sont bilingues karipuna/portugais, mais plus rarement karipuna/français.      
Le recensement des locuteurs du karipuna est aussi difficile du fait que ces locuteurs, souvent très jeunes, et mobiles, se déplacent beaucoup, et il n'est pas rare de voir des villages entiers migrer d'une rive à une autre (orpaillage), ou vers une zone de forêt plus lointaine. Aussi, les chiffres avancés par le gouvernement brésilien ne sont que des estimations non-vérifiées, et basses. Le Brésil estimant qu'il a d'autres priorités plus urgentes à régler. Ainsi, la fourchette des estimations est grande, et les chiffres pour les plus basses estimations, parlent de 500 locuteurs, et l'estimation la plus haute parle de 20 000 locuteurs au moins.       
Dans l'État d'Amapá, de nombreux habitants ont des notions de Français, d'autant plus que le Français est la première langue étrangère enseignée. Quand ils s'adressent à des étrangers, souvent, ils mélangent des mots portugais avec le français, mais ici, il ne s'agit nullement du créole karipuna, qui lui, est structuré, et cerné par les linguistes.